# Bursera hollickii
Bursera hollickii là một loài thực vật thuộc họ Burseraceae. Đây là loài đặc hữu của Jamaica.